# Międzynarodowe Stowarzyszenie Historii Religii
Międzynarodowe Stowarzyszenie Historii Religii (ang. International Association for the History of Religions, IAHR) – organizacja naukowa powołana w 1950, stanowiąca ogólnoświatowy organ krajowych i regionalnych stowarzyszeń naukowych prowadzących badania religioznawcze.

## Cele i działalność stowarzyszenia
Stowarzyszenie wspomaga aktywność naukowców oraz stowarzyszeń naukowych prowadzących badania w obszarze religioznawstwa, w szczególności w zakresie historii religii, społecznego wymiaru religii i badań porównawczych. Organizacja pragnie działać jako międzynarodowe forum krytycznych, analitycznych oraz międzykulturowych studiów religioznawczych.
Stowarzyszenie organizuje w cyklicznych pięcioletnich odstępach kongresy religioznawcze. Ostatni odbył się w roku 2015 w niemieckim Erfurcie. Kolejny planowany jest w roku 2020. Ponadto stowarzyszenie wspiera organizacyjnie konferencje o charakterze regionalnym.

## Historia
Organizacja powstała w 1950 w Amsterdamie, pod obecną nazwą funkcjonuje od 1955. Pierwszym prezesem stowarzyszenia był holenderski teolog Gerardus van der Leeuw. W 2017 zrzeszało 42 stowarzyszenia krajowe oraz 6 stowarzyszeń regionalnych. Jako organizacja członkowska przynależy m.in. do działającej pod auspicjami UNESCO Międzynarodowej Rady na rzecz Filozofii i Nauk Humanistycznych (ang. The International Council for Philosophy and Humanistic Studies, CIPSH).

## Struktura organizacyjna
Organami Stowarzyszenia są zgromadzenie ogólne, komitet międzynarodowy i komitet wykonawczy. Zgromadzenie ogólne spotyka się raz na 5 lat przy okazji organizowanych przez stowarzyszenie kongresów. W jego skład wchodzą wszyscy członkowie i organizacje członkowskie stowarzyszenia. Komitet międzynarodowy składa się z dwóch delegatów reprezentujących każde narodowe lub regionalne stowarzyszenie. Spotyka się podczas organizowanych przez stowarzyszenie kongresów oraz raz pomiędzy nimi w celu wyboru komitetu wykonawczego, który składa się z 12 członków. Komitet wykonawczy odpowiada za bezpośrednie kierowanie organizacją.

### Komitet wykonawczy
Główny organ zarządzający IAHR stanowi Komitet wykonawczy (Executive Committee). Wybierany jest on na 5 letnią kadencję. Obecnie (kadencja 2015-2020) w jego skład wchodzą: Tim Jensen (prezes); Mar Marcos (wiceprezes); Veikko Anttonen (wiceprezes); Satoko Fujiwara (sekretarz generalny); Ann Taves (zastępca sekretarza generalnego); Philippe Bornet (skarbnik); Marion Maddox (zastępca skarbnika); Satoko Fujiwara (koordynator ds. publikacji); Amarjiva Lochan (członek); Milda Ališauskienė (członek); Katja Triplett (członek); David Thurfjell (członek).

## Działalność wydawnicza
Stowarzyszenie wydaje czasopismo naukowe „Numen. International Review for the History of Religions” oraz ma własną serię wydawniczą „The Study of Religion in a Global Context – the IAHR Book Series”. Ponadto publikuje IAHR Bulletin oraz IAHR e-Bulletin Supplements.

## Współpraca z Polskim Towarzystwem Religioznawczym
Od 1970 członkiem Międzynarodowego Stowarzyszenia Historii Religii jest Polskie Towarzystwo Religioznawcze. Dotychczas PTR gościł konferencje stowarzyszenia trzykrotnie: w 1979 (Warszawa), w 1989 (Warszawa) oraz w 2000 (Kraków).